# Rogério Caboclo
Rogério Langanke Caboclo (São Paulo, 2 de julho de 1973) é um advogado, administrador e dirigente esportivo brasileiro, presidente afastado da Confederação Brasileira de Futebol (CBF). Eleito em 2018 para assumir a presidência da confederação até abril de 2023, foi afastado do cargo após denúncias de assédio moral e assédio sexual.
Caboclo também trabalhou como diretor executivo da CBF e acumulou a função de chefe do Comitê Organizador Local (COL) da Copa América de 2019, organizada e sediada no Brasil.
É conselheiro vitalício do São Paulo Futebol Clube e foi diretor financeiro do clube na gestão de Paulo Amaral, entre 2000 e 2002.
As denúncias de assédio moral e assédio sexual vieram de uma funcionária da CBF que afirma ter sido vitima no ano de 2020. Segundo a vitima, há testemunhas e provas de que Caboclo teria tentado forçá-la a comer um biscoito canino e a chamado de 'cadela', Houve também um áudio vazado em que Caboclo falou pra vítima 'você se masturba?'. Há relatos de que Rogério Caboclo exigiu que funcionária assinasse documento negando o assédio.
Em 26 de julho de 2021, a justiça do Rio de Janeiro anulou a eleição de 2018 que o elegeu a CBF exigindo que se faça nova eleição com mudança nos critérios de peso de voto e exigências para candidatura.
No dia 12 de novembro de 2021, a CBF o suspendeu mais uma vez por 20 meses. Em 2022, foi afastado definitivamente.
Em outubro de 2023, Caboclo foi declarado inocente das três acusações de assédio, com o Supremo Tribunal Federal (STF) dando baixa no último processo. Além dos casos de assédio, o dirigente também conseguiu reverter uma denúncia do Conselho de Ética da CBF.